# جان-لويس كورتيس
جان-لويس كورتيس (بالفرنسية: Jean-Louis Curtis)‏‏ (22 مايو 1917 - 11 نوفمبر 1995 في باريس) روائي، ومترجم، وكاتب سيناريو، وكاتب من فرنسا.

## الجوائز
- جائزة غونكور
- جائزة الأمير بيير  [لغات أخرى]‏
- Grand Prix de Littérature de l'Académie française [الإنجليزية]‏
- وسام جوقة الشرف
- جائزة كاز ‏[11]

## روابط خارجية
- جان-لويس كورتيس على موقع IMDb (الإنجليزية)